# Pakten
Pakten (danska: Pagten) är en dansk TV-julkalender i 24 avsnitt som visades i DR1 2009. Den visades i Sverige i SVT Barn den 17 december 2011.

## Handling
12-årige Malte är en av de få som kan se tomtenissar. En dag möter han flicknissen Lyda, och de dras in i ett äventyr på liv och död. De måste nämligen hitta pakten för att inte ishäxan ska förinta alla nissar.

## Rollista
| Roll        | Skådespelare               | Svenska röster          |
| ----------- | -------------------------- | ----------------------- |
| Malte       | Benjamin Engell            | Victor Lindblad         |
| Lyda        | Karla Løkke                | Mimmi Sandén            |
| Gibbus      | Laus Høybye                | Anton Mencin            |
| Viji        | Mathilde Voglhofer         | Julianna Wretman Werner |
| Karla       | Andrea Heick Gadeberg      | Tove Björemyr           |
| Rune        | Mathias Toftegård Andersen | Oliver Gramenius        |
| Emil        | Filip Søskov Davidovski    | Daniel Melén            |
| Iselin/Aris | Signe Egholm Olsen         | Julia Dufvenius         |
| Fabio       | Lars Ranthe                | Erik Ehn                |
| Marianne    | Julie Carlsen              | Linda Ulvaeus           |
| Johan       | Jonas Eilskov Jensen       | Olle Hammar             |
| Helle       | Iben Dorner                | Helen Sjöholm           |
| Poul        | Steen Stig Lommer          | Christian Fex           |
| Runes mor   | Ditte Hansen               |                         |
| Saia        | Trine Appel                | Tuvalisa Rangström      |
| Jens        | Carsten Bjørnlund          | Roger Storm             |
| Michael     |                            | Göran Berlander         |
| Kirsten     |                            | Josephine Bornebusch    |
| Simon       |                            | Hannes Edenroth         |
| Anna        |                            | Linda Olsson            |
| Kim (polis) |                            | Rico Rönnbäck           |
| Julie       |                            | Filippa Åberg           |
| Magister    |                            | Hasse Jonsson           |
| Berättare   |                            | Linda Ulvaeus           |
| Titelsång   |                            | Anna Isbäck             |

- Översättning och sångtexter – Vicki Benckert
- Regi och tekniker – Jörn Savér, Ingemar Åberg
- Producent – Lasse Svensson
- Svensk version producerad av Eurotroll AB[6]

## Produktion
Serien spelades in på bland annat Hjerl Hede och Rødvig station.